# گایلدورف
شهر گایلدورفدر ایالت بادن-وورتمبرگ در کشور آلمان واقع شده‌است.